# Maarssen vasútállomás
Maarssen vasútállomás vasútállomás Hollandiában, Stichtse Vecht városában.

## Vasútvonalak
Az állomást az alábbi vasútvonalak érintik:
- Amsterdam–Arnhem-vasútvonal

## Kapcsolódó állomások
A vasútállomáshoz az alábbi állomások vannak a legközelebb:
- Breukelen vasútállomás
- Utrecht Zuilen vasútállomás